# Parafia Świętych Apostołów Piotra i Pawła w Kielcach
Parafia Świętych Apostołów Piotra i Pawła w Kielcach – parafia Kościoła Polskokatolickiego w RP, położona w dekanacie kieleckim diecezji krakowsko-częstochowskiej. Msze św. sprawowane są w niedzielę o godzinie 8.30 w kościele ewangelicko-augsburskim Świętej Trójcy, przy ulicy Henryka Sienkiewicza 1. Proboszczem parafii jest ks. dziek. mgr Paweł Walczyński.

## Historia
Początki parafii polskokatolickiej w Kielcach sięgają roku 1935. Początkowo wierni gromadzili się w prywatnej kaplicy na rynku, ale ze względu na prześladowania ze strony rzymskich katolików parafia zaprzestała swojej działalności. W 1960 parafia została reaktywowana na nowo przez ks.  Edwarda Narbutt-Narbuttowicza, a jej pierwszym proboszczem został ks. Benedykt Sęk. Następnie przez wiele długich lat jej proboszczem był ks. Kazimierz Janiszewski. Od 2001 parafia polskokatolicka w Kielcach nie ma stałego duszpasterza, delegowany przez biskupa kapłan dojeżdża tu jednak na niedzielne nabożeństwa. Natomiast poewangelicki kościół, który dotąd był dzierżawiony przez parafię – został przekształcony na Ekumeniczną Świątynię Pokoju pod wezwaniem Świętej Trójcy. W latach 2003–2017, a następnie ponownie proboszczem parafii jest ks. Paweł Walczyński.